# Mai Quang Phấn
Mai Quang Phấn (sinh 1953)  là một tướng lĩnh Quân đội nhân dân Việt Nam, quân hàm Thượng tướng. Ông nguyên là Ủy viên Ban Chấp hành Trung ương Đảng Cộng sản Việt Nam khoá X (2006–2011), XI (2011–2016), Ủy viên Quân ủy Trung ương, nguyên Phó Chủ nhiệm Tổng cục Chính trị Quân đội, Bí thư Đảng ủy, Chính ủy Quân khu 4.

## Thân thế và Sự nghiệp
Sinh ngày 1 tháng 9 năm 1953 tại xã Hà Long, huyện Hà Trung, tỉnh Thanh Hóa
Đồng chí Mai Quang Phấn nhập ngũ tháng 12 năm 1972, chiến sỹ tại Tiểu đoàn 771, Trung đoàn 57, Quân khu 4. 
Từ năm 1973 đến tháng 7 năm 1984, đồng chí giữ các chức vụ: Tiểu đội phó, Tiểu đội trưởng, Trung đội phó, Trung đội trưởng, Tiểu đoàn 307, Trung đoàn U Minh, Quân khu 9 (8/1973 – 12/1977); được kết nạp vào Đảng Công sản Việt Nam tháng 11 năm 1974; Chính trị viên phó, Chính trị viên Đại đội thuộc Tiểu đoàn 307, Trung đoàn 1; Tiểu đoàn phó, Tiểu đoàn trưởng Tiểu đoàn 303, Trung đoàn 1; Trợ lý tác chiến, Phòng Tham mưu, Sư đoàn 330, Quân khu 9 (1/1978 – 7/1984).
Từ tháng 8 năm 1984 đến tháng 8 năm 1987, đồng chí học tại Học viện Chính trị Quân sự, hoàn thành khóa học đồng chí giữ các chức vụ: Phó Chủ nhiệm chính trị; Chủ nhiệm Chính trị  Trung đoàn 216,  Sư đoàn 308, Quân đoàn 1, Uỷ viên Thường vụ Đảng ủy Trung đoàn (9/1987 – 8/1989); Trung đoàn phó Chính trị Trung đoàn 216,  Sư đoàn 308, Quân đoàn 1, Bí thư Đảng ủy Trung đoàn (9/1989 – 3/1995). 
Sau khi hoàn thiện đại học tại Học viện Chính trị Quân sự từ tháng 4 năm 1995 đến tháng 10 năm 1995, đồng chí giữ các chức vụ: Phó Chủ nhiệm Chính trị Sư đoàn 312, Quân đoàn 1, Ủy viên Đảng ủy sư đoàn (11/1995 – 6/1997); Chủ nhiệm Chính trị Sư đoàn 308, Quân đoàn 1, Ủy viên Đảng ủy Sư đoàn (7/1997 – 6/1999); Phó Sư đoàn trưởng Chính trị Sư đoàn 308, Quân đoàn 1, Bí thư Đảng ủy sư đoàn (7/1999 – 5/2002); Phó Chủ nhiệm Chính trị, Chủ nhiệm Chính trị Quân đoàn 1, Bí thư Đảng ủy Cục Chính trị Quân đoàn 1 (6/2002 – 2/2004); Phó Tư lệnh về Chính trị Quân đoàn 1, Bí thư Đảng ủy quân đoàn (3/2004 – 3/2005).
Năm 1999 đến năm 2002, giữ chức Bí thư Đảng ủy, Phó Sư đoàn trưởng về chính trị Sư đoàn 308, Quân đoàn 1
Năm 2004, ông được bổ nhiệm giữ chức Bí thư Đảng ủy, Phó Tư lệnh về Chính trị Quân đoàn 1
Năm 2005, bổ nhiệm chức vụ Bí thư Đảng ủy, Chính ủy Quân khu 4.
Năm 2012, bổ nhiệm chức vụ Phó Chủ nhiệm Tổng cục Chính trị Quân đội nhân dân Việt Nam
Tháng 4 năm 2016, ông nghỉ hưu.
| Năm thụ phong | 1977     | 1980      | 1983   | 1987     | 1991     | 1995      | 2000   | 2005        | 2010        | 2014         |
| ------------- | -------- | --------- | ------ | -------- | -------- | --------- | ------ | ----------- | ----------- | ------------ |
| Cấp bậc       | Trung úy | Thượng úy | Đại úy | Thiếu tá | Trung tá | Thượng tá | Đại tá | Thiếu tướng | Trung tướng | Thượng tướng |
| Tuổi          | 24       | 27        | 30     | 34       | 38       | 42        | 47     | 52          | 57          | 61           |